# 朱斌 (1983年)
朱斌（1983年11月19日—），男，广东汕尾人，中国漫画家，代表作《爆笑校园》。与黄山和黄伟明获得第五届金龙奖。被叫“搞笑教主”，漫画单行本《爆笑校园》销售总量超过200万册。他在大学里不安分且常逃课泡网吧。获得最佳多格漫画金奖。《爆笑王国》则是朱斌、朱江合力画的。朱斌在1983 年出生于广东，其笔下创作的人物呆头入选十大卡通形象之一。表示过少儿类校园幽默漫画和成人类作品不同在于表现形式，成人类更注重诙谐语言和讽刺意义，而少儿类则需更多肢体语言。 与暴雨获得第七届金龙奖，有和手冢治虫一样学医的经历，在2010年底《爆笑校园》销量突破1000万册。因盗版每年损失逾200万 ，表示漫画的娱乐性和教育性难以结合。不少人都以为是“扶贫”上去的，2012年单行本销量超过2500万册，年收入过千万登上排行榜第二名。
其自画像为头戴清朝官帽，身穿粉色背心，额头上贴有“朱朱”字样的符咒。

## 作品
- 爆笑校园
- 爆笑王国
- 呆头农场[20]
- 爆笑英语优能作文[21]